# سیارک ۸۶۲

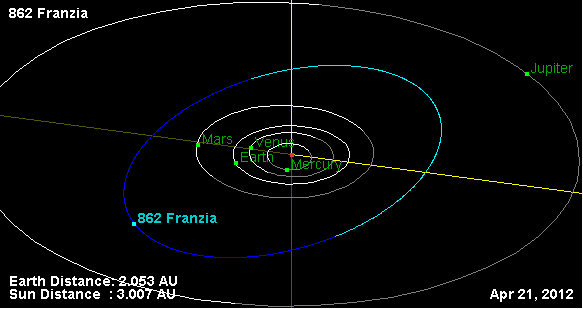
نمایی از محل قرارگیری سیارک ۸۶۲ در مدار – ۲۰۱۲

سیارک ۸۶۲ (به انگلیسی: 862 Franzia، نامگذاری:1917BF) هشتصد و شصت و دومین سیارک کشف شده‌است که در ۲۸ ژانویه ۱۹۱۷ و در هایدلبرگ کشف شد.
قدر مطلق سیارک برابر ۱۰٫۶۰ است.